# Chevillon (Haute-Marne)
Chevillon é uma comuna francesa na região administrativa de Grande Leste, no departamento de Haute-Marne. Estende-se por uma área de 36,9 km². Em 2010 a comuna tinha 1 313 habitantes (densidade: 35,6 hab./km²).